# بيتر كيسي
بيتر كيسي (بالإنجليزية: Peter Casey)‏ هو شخصية أعمال أيرلندي، ولد في 9 أكتوبر 1957 في ديري في المملكة المتحدة.